# Tachyspiza
Tachyspiza är ett släkte inom familjen hökar (Accipitridae). Släktet omfattar 27 arter med utbredning i Afrika söder om Sahara och från östra Europa till Fiji:
- Brokhök (Tachyspiza erythropus)
- Dvärghök (Tachyspiza minulla)
- Besra (Tachyspiza virgata)
- Småhök (Tachyspiza nanus)
- Moluckhök (Tachyspiza erythrauchen)
- Kraghök (Tachyspiza cirrocephala)
- Bismarckhök (Tachyspiza brachyura)
- Rosabröstad hök (Tachyspiza rhodogaster)
- Tajgahök (Tachyspiza gularis)
- Shikra (Tachyspiza badia)
- Nikobarhök (Tachyspiza butleri)
- Balkanhök (Tachyspiza brevipes)
- Kinesisk hök (Tachyspiza soloensis)
- Härmhök (Tachyspiza imitator)
- Skalbaggshök (Tachyspiza francesiae)
- Fläckstjärtad hök (Tachyspiza trinotata)
- Gråhuvad hök (Tachyspiza poliocephala)
- Prinshök (Tachyspiza princeps)
- Gråhök (Tachyspiza novaehollandiae)
- Proteushök (Tachyspiza hiogaster)
- Svartmantlad hök (Tachyspiza melanochlamys)
- Skathök (Tachyspiza albogularis)
- Fijihök (Tachyspiza rufitorques)
- Halmaherahök (Tachyspiza henicogramma)
- Blågrå hök (Tachyspiza luteoschistacea)
- Nyakaledonienhök (Tachyspiza haplochroa)
- Brunhök (Tachyspiza fasciata)

## Släktskap
Arterna placerades tidigare i släktet Accipiter. Genetiska studier visar dock att släktet så som det traditionellt är konstituerat är parafyletiskt, där kärrhökarna i Circus är inbäddade, men också släktena Erythrotriorchis och Megatriorchis. För att kärrhökarna ska kunna behållas i ett eget släkte delas därför Accipiter delas upp i flera mindre släkten, däribland Tachyspiza.